# Adamsochrysa wilsoni
Adamsochrysa wilsoni  (лат.) — ископаемый вид сетчатокрылых насекомых рода Adamsochrysa из семейства златоглазки (Chrysopidae). Известны по ранним эоценовым отложениям из западной части Северной Америки (США, штат Вашингтон; Republic, возраст около 50 млн лет).

## Описание
Размер крыла 24,8×8,6 мм. По жилкования крыльев близок к родам Okanaganochrysa, Cimbrochrysa, Danochrysa и Stephenbrooksia. Вместе с другими ископаемыми видами златоглазок, такими как Protochrysa fuscobasalis, Adamsochrysa aspera, Okanaganochrysa coltsunae, Archaeochrysa profracta, Chrysopa glaesaria и Leucochrysa prisca, являются одними из древнейших представителей Chrysopidae.
Таксон был впервые описан в 2013 году российским энтомологом Владимиром Макаркиным (Биолого-почвенный институт ДВО РАН, Владивосток) и канадским палеоэнтомологом Брюсом Арчибальдом (Archibald S. Bruce.; Department of Biological Sciences, Simon Fraser University, Burnaby, Британская Колумбия; Royal BC Museum, Victoria, Канада). Название роду дано от сочетания имени крупного американского невроптеролога профессора Филлипа Адамса (Prof. Dr. Phillip Anthony Adams; 1929—1998) и слова chrysa, традиционно используемого в таксономии златоглазок. Видовое название дано по имени коллектора голотипа (Gregg Wilson).